# Episodi di Un cane di classe (seconda stagione)
La seconda stagione della serie animata Un cane di classe, composta da 26 episodi (30 segmenti), è stata trasmessa negli Stati Uniti d'America da Toon Disney dal 22 settembre 2001 al 10 maggio 2002.
In Italia la stagione è stata trasmessa su Disney Channel.
| nº  | Titolo originale                            | Titolo italiano                        | Prima TV USA      | Prima TV Italia |
| --- | ------------------------------------------- | -------------------------------------- | ----------------- | --------------- |
| 1   | Never Take Candy from a Kindergartner       | Mai Accettare Dolci da una Bambina     | 22 settembre 2001 |                 |
| 2   | A Few Good Boys                             | Buone complicazioni                    | 29 settembre 2001 |                 |
| 3   | Bad Fur Day                                 | Stile per tutte le Teste               | 6 ottobre 2001    |                 |
| 4   | The Tale of the Telltale Fluffy             |                                        | 27 ottobre 2001   |                 |
| 5   | Don't Count Your Chickens Before They Hatch |                                        | 3 novembre 2001   |                 |
| 6a  | Strickler's Pet                             | Vicesottoaiutopreside                  | 11 gennaio 2002   |                 |
| 6b  | Fresh 'n' Frozey Choccolaccino              |                                        | 11 gennaio 2002   |                 |
| 7   | The Grass Seed is Always Greener...         |                                        | 18 gennaio 2002   |                 |
| 8   | No Substitutions, Please                    |                                        | 19 gennaio 2002   |                 |
| 9   | Don't It Make My Brown Eyes Green           | Il Gioco dell'Amico è sempre più verde | 25 gennaio 2002   |                 |
| 10a | Party Animal                                | Festa a sorpresa                       | 26 gennaio 2002   |                 |
| 10b | Mr. Jolly: Man... or Mouser?                |                                        | 26 gennaio 2002   |                 |
| 11  | What's Sweat Got to Do with It?             | Mani Sudate                            | 1 febbraio 2002   |                 |
| 12  | Dogfight                                    |                                        | 8 febbraio 2002   |                 |
| 13  | Taint Valentine's Day                       |                                        | 9 febbraio 2002   |                 |
| 14  | Science Not Fair                            | Scienza e Coscienza                    | 15 febbraio 2002  |                 |
| 15  | To Bee or Not To Bee                        | Per qualche lettera in più             | 22 febbraio 2002  |                 |
| 16  | One Dog's Junk                              | Ricordi di cucciolo                    | 1 marzo 2002      |                 |
| 17a | Team Scott                                  | La squadra Scott                       | 8 marzo 2002      |                 |
| 17b | Take Me Out of the Ball Game                | Campione per un giorno                 | 8 marzo 2002      |                 |
| 18  | Inspector Leadready II                      | Scottlock Holmes                       | 15 marzo 2002     |                 |
| 19  | The Turkey That Came To Dinner              | Il tacchino che venne a cena           | 22 marzo 2002     |                 |
| 20  | Double Dog Dare                             | Per chi suona la campanella            | 29 marzo 2002     |                 |
| 21  | Attack of the 50 Inch Girl                  |                                        | 5 aprile 2002     |                 |
| 22  | The Flipper                                 |                                        | 12 aprile 2002    |                 |
| 23  | The Blight Before Christmas                 | Miracolo di Natale                     | 19 aprile 2002    |                 |
| 24  | All About Eavesdropping                     |                                        | 26 aprile 2002    |                 |
| 25a | The Nose Knows                              | Naso lo sa                             | 3 maggio 2002     |                 |
| 25b | Don't Bite the Hound That Feeds You         |                                        | 3 maggio 2002     |                 |
| 26  | A Breed Apart                               | Ragazza a parte                        | 10 maggio 2002    |                 |